# Westfalski mir
Westfalski mir (lat. Pax Westphalica) predstavlja niz sporazuma kojima je okončan Tridesetogodišnji rat. Potpisan je 24. listopada 1648. između cara Ferdinanda III., njemačkih kneževa te predstavnika Nizozemske, Francuske i Švedske.
Španjolski sporazum, kojim je završen Osamdesetogodišnji rat, potpisan je 30. siječnja 1648. Ugovorom su priznate nezavisnost Nizozemske i Švicarske Konfederacije. Ugovor o Pirinejima iz 1659. smatra se dijelom Westfalskog sporazuma, a potpisale su ga Francuska i Španjolska.
Mnogi povjesničari Westfalski mir smatraju početkom modernog doba. Tim sporazumom stvoren je temelj međunarodnog sustava suverenih država.

## Mjesta
Pregovori su se odigravali u Münsteru i Osnabrücku, dva grada udaljena 50 kilometara, danas smještena u Sjevernoj Rajni-Vestfaliji i Donjoj Saskoj. Švedska je željela Münster i Osnabrück, dok je Francuska predlagala Hamburg i Köln. Pregovori su zahtijevali dva mjesta, jer su protestantske i katoličke vođe odbijale međusobno se sastati. Katolici su se sastajali u Münsteru, a protestanti u Osnabrücku.

## Načela
Westfalski sporazum sadrži 4 osnovna principa:
- princip suvereniteta naroda-država i fundamentalno pravo samoopredjeljenja;
- princip pravne jednakosti među nacijama-državama;
- princip obvezujućih međunarodnih ugovora među državama, dakle vezujućih ugovora;
- princip nemiješanja jedne države u unutarnja pitanja druge države.

Zbog tih principa, Westfalski ugovor iz 1648. izuzetno je značajan za međunarodne odnose. Tim ugovorom stvorena je baza modernog međunarodnog sustava neovisnih nacija-država. U stvari, to je bio početak zakona među suverenim državama, po kome jedna drugoj garantira neovisnost i pravo naroda na samoopredjeljenje. Dva najvažnija nova načela su bila
- načelo suvereniteta
- načelo jednakosti naroda.

Sporazum je definirao načela suvereniteta i jednakosti država, da bi se uspostavio trajni mir i prijateljstvo među državama, s uzajamno prihvatljivim sustavom međunarodnog prava, baziranog na međunarodno vezujućim ugovorima. Po prvi put je uspostavljen sustav koji je poštovao ljudska prava i temeljio se na međunarodnom pravu, a ne na gruboj sili i pravu jačega da uređuje odnose među državama.
Peto načelo je da pobjednik treba davati ustupke i surađivati s ciljem postizanja trajnog mira.

## Vanjske poveznice
- (njem.) Pax Westphalica

Sestrinski projekti
|  | Zajednički poslužitelj ima još gradiva o temi Westfalski mir |